# Daniel Danieli (calciatore)
Daniel Danieli (9 marzo 1945 – 16 ottobre 1977) è stato un calciatore israeliano, di ruolo centrocampista.

## Carriera

### Nazionale
Esordì in nazionale maggiore il 16 maggio 1962 in amichevole contro la Turchia all'età di 17 anni e 67 giorni,  risultando essere il più giovane esordiente nella storia della nazionale israeliana fino al 26 marzo 2008, quando tale record venne battuto da Gai Assulin, che debuttò a 16 anni e 352 giorni.

## Palmarès

### Club

#### Competizioni nazionali
- Campionato israeliano: 1

Hapoel Tel Aviv: 1965-1966